# Buglovce
Buglovce jsou obec na Slovensku v okrese Levoča. První písemná zmínka o obci pochází z roku 1280.